# LeBaron B. Colt
LeBaron B. Colt (Dedham, 1846. június 25. – Bristol, 1924. augusztus 18.) az Amerikai Egyesült Államok szenátora (Rhode Island, 1913–1924).